# Peugeot (motorfiets)
Peugeot is een Frans automerk van PSA Peugeot Citroën, maar ook een bromfietsmerk en een historisch merk van motorfietsen.

## Bedrijfsnamen
De bedrijfsnamen van de motorfietstak van Peugeot waren: les fils de Peugeot frères, Cycles Peugeot S.A, Valentigney, (Doubs), later Motorcycles Peugeot, Paris, Neuilly-sur-Seine en Montbéliard.

## Geschiedenis

### Negentiende eeuw
In 1810 verbond Jean-Pierre Peugeot, een wever uit Hérimoncourt, zich met zijn beide zoons Jean-Pierre II en Jean-Frédéric met hun schoonbroer Jacques Maillard-Salin, die in Sous-Cratet een gieterij had waar gelamineerd staal voor gereedschappen en horlogeveren geproduceerd werd. In 1819, na een kapitaalinjectie, kreeg dit bedrijf de naam "Peugeot frères et Cie". Binnen korte tijd waren er al 70 werknemers in dienst. In 1825 groeide het bedrijf al sterk en veranderde de naam in "Société Peugeot Frères Aînés, Calame et Jacques Maillard-Salins". In 1832 scheidde Jean-Pierre II zich af en begon de firma "Peugeot Frères Aînés". Hij gaf echter de leiding in handen van zijn zoon Jules en zijn neef Emile.

#### Les fils de Peugeot frères
In 1871 werd deze firma geherstructureerd en kwam de leiding in handen van twee neven: Eugène, de zoon van Jules, en Armand, de zoon van Emile. In 1878 veranderden zij de naam in "Les fils de Peugeot frères" (de zonen van de gebroeders Peugeot). Tot 1885 kende het bedrijf een grote ontwikkeling en maakte een naam als fabrikant van allerlei gereedschappen op diverse Europese markten, maar ook in de VS, Turkije en Egypte.
In 1882 maakte Peugeot zijn entree op de vervoermiddelenmarkt: Armand Peugeot nam het initiatief rijwielen te gaan bouwen. In de fabriek van Beaulieu werd de "Grand bi" (de Franse naam voor de Hoge bi) gemaakt. In 1889 toonde Armand Peugeot vier driewielers met een stoommachine van Léon Serpollet op de wereldtentoonstelling van Parijs, de Peugeot Type 1. Deze driewieler was geschikt voor het vervoer van twee personen. Armand had vlak vóór de tentoonstelling echter al bezoek gehad van Gottlieb Daimler en Émile Levassor. Zij zochten, na het overlijden van Edouard Sarazin, de Franse licentiehouder van de Daimler motoren nieuwe afnemers en overtuigden Armand ervan dan niet stoom, maar de atmosferische verbrandingsmotor de toekomst had. Panhard, mede opgericht door Levassor, zou de chassis gaan leveren. De eerste Peugeot auto werd in 1890 gebouwd, met een Peugeot carrosserie, gemonteerd op een Panhard chassis en met een Daimler motor. In 1891 kwam de productie van Peugeot auto's op gang en het aantal modellen werd uitgebreid.

#### S.A. des Automobiles Peugeot
De familie Peugeot zag echter niets in gemotoriseerde voertuigen, de autoproductie leidde zelfs tot een twist tussen Eugène en Armand. Besloten werd dat Armand zijn eigen bedrijf zou oprichten: de "Société Anonyme des Automobiles Peugeot". Dat gebeurde op 2 april 1896. Bovendien werd afgesproken dat "les fils de Peugeot frères" zich niet zou inlaten met de productie van motorrijtuigen, terwijl "Automobiles Peugeot" geen fietsen zou produceren. Deze afspraak hield echter niet lang stand: al op het Salon du Cycles van 1898 presenteerde "les fils" naast fietsen ook tricycles en quadricycles met De Dion-Bouton- en eigen motorblokken van 3, 3½, 4½ en 5 pk.

### Jaren nul

#### Ets.Griffon
De Zwitserse "Fabrique de Moteurs Zürcher, Lühti et Cie", die clip-on motoren onder de merknaam Z.L. produceerde, was rond 1901 op zoek naar een fietsenfabrikant die stevige frames voor deze motorblokjes kon maken, en kwam uitgerekend uit bij les fils de Peugeot frères. De concurrentie op de rijwielmarkt werd steeds groter, waardoor de verleiding om op het verzoek van Z.L. in te gaan nog groter werd. De motorblokjes van Z.L. waren al erg populair: ze konden op elk stevig fietsframe gemonteerd worden en werden al gebruikt door Brion in Antwerpen, Frera in Milaan, NSU in Neckarsulm en Pécourt in Parijs. Bovendien werden ze door andere fabrikanten gekopieerd. Ze werden in eerste instantie gemonteerd vóór de trapperas. De tegenwoordig gebruikelijke plaats voor het motorblok, onder in het frame, was toen nog gepatenteerd door de gebroeders Werner (zie: Nieuwe Wernermethode). De Franse markt was zeer belangrijk voor Zürcher en Lühti, zó belangrijk dat ze de merknaam Z.L., die voor de Fransen "te Duits" was, veranderden in "Zedel". Om problemen met het bedrijf van Armand te voorkomen deponeerde les fils de Peugeot frères de merknaam Griffon. Vanaf dat moment werden motorfietsen onder de namen Peugeot en Griffon geproduceerd. De Griffon fabriek stond echter in Courbevoie en kreeg al snel een dependance in Londen. Door de samenwerking van Eugène Peugeot met Zürcher en Lühti ontstond in 1902 de eerste gemotoriseerde Peugeot fiets: de "Motobicyclette", die ook wel "Moto-Vélo" genoemd werd. Bij dit model zat het clip-on motortje nog vóór de trapperas, aan de voorste framebuis, terwijl in die tijd de onder in het frame gemonteerde motor al modern was. Daarom was de Motobicyclette bij haar presentatie al verouderd er werd ze slecht verkocht. In hetzelfde jaar volgde een model met de zogenaamde “Nieuwe Wernermethode”, dus met het blok onder in het frame. Peugeot bestelde hiervoor bij Zedel de laatste 2 pk versie van de clip-on motor en noemde het model "Peugeot Type B". In 1903 presenteerde Peugeot "eigen" motorblokken. Dit waren echter weer Zedel motoren waarvoor Peugeot de exclusiviteit had gekocht. De letters "PF" (Peugeot Frères) stonden in het carter gegoten, maar deze carters waren in juli 1903 door Zedel besteld bij de gieterij Gautschi & Jequier S. Graf. Vanaf oktober 1903 bestelde Peugeot deze carters rechtstreeks. Het nieuwe Type C kreeg hetzelfde frame als het Type B, maar met dit nieuwe "Peugeot" 2½ pk motorblok. De samenwerking tussen Zedel en Peugeot zou tot 1914 duren.

#### Lion-Peugeot
Vanaf 1905 ging les fils de Peugeot frères ook automobielen produceren. Dat was op basis van de afspraken uit 1896 verboden, maar ook hiervoor werd een oplossing gevonden: de merknaam werd Lion-Peugeot en S.A. des Automobiles Peugeot ontving jaarlijks 1 miljoen frank. Waarschijnlijk waren de zoons van Eugène Peugeot, Pierre, Robert en Jules, de initiatiefnemers voor het project. Er werden ook motorfietsen voorzien van deze merknaam, maar die zijn uiterst zeldzaam.

#### Griffon en Lion-Peugeot
Het Zedel blokje voldeed in de "normale" motorfietsen uitstekend, maar toen Peugeot zich met wegraces wilde gaan bezighouden, was het geen partij voor de concurrentie. Emile Amstoutz, die al sinds 1897 de leiding over de fietsenfabriek had, ontwikkelde vanaf 1900 een kleine 1½ pk motor onder de naam "A.Z.". Om problemen met Armand Peugeot te voorkomen zette hij dit blokje in races in onder de merknaam "Griffon". De machine was succesvol in Parijs-Berlijn (1901) en Parijs-Wenen (1902). Edmond Gentil kreeg opdracht de machines voor Parijs-Madrid in 1903 te maken. Deze race werd echter door de vele ongelukken stopgezet. Het besluit was toen al gevallen dat het merk Griffon een eigen fabriek in Courbevoie zou krijgen. Gentil wilde er directeur worden, maar toen dit niet gebeurde zette hij zijn eigen merk Alcyon op. Intussen had hij de wedstrijdmotoren uiteraard ontwikkeld: de 3½ pk "Paris-Madrid" modellen.

#### Type D, L, S, Y, Moto Légère MB en Moto Légère MD2
In 1904 kwamen twee nieuwe Peugeot motorfietsen op de markt: het Type D met een 300 cc 2½ pk motor dat echter al snel op 333 cc en 2¾ pk werd gebracht, het Type E met een 352 cc motor en het 3½ pk Type H. Zedel presenteerde in 1904 zijn eerste 45° V-twin in 3½-, 4- en 5½ pk uitvoering. Al op 5 november zette Dominique Lamberjack in Dourdan een zeer snelle tijd van 34,2 seconden over de vliegende kilometer met een dergelijk blok. Dat kwam neer op 105,3 km/h. Fabrieksrijder Momo reed met een A.Z. motor in zijn Griffon Deauville 102,3 km/h. Op 3 oktober haalde Vincenzo Lanfranchi al 123,3 km/h. In 1905 bracht Peugeot de eerste straatmodellen met eigen V-twins uit: het 500 cc 3½ pk Type L, een 663 cc 5 pk en het 1.000 cc 7 pk Type S. In 1906 verschenen de Typen Z en Y. De "Z" was eigenlijk de 333 cc motor van het jaar ervoor, de "Y" was de opvolger van het Type S, dat slechts één jaar geproduceerd was. Het Type Y was echter bijzonder zwaar en degelijk gebouwd en werd ook als gangmaakmotor geleverd. Beide modellen bleven tot in 1914 leverbaar. Sporadisch werden Peugeot motorfietsen ook van het Lion-Peugeot merk voorzien, soms alleen in de carters gegoten, maar soms ook op de tank. Sportsuccessen waren er sporadisch, wellicht was het grootste wel de overwinning van Rem Fowler in de tweecilinderklasse van de eerste TT van Man in 1907, weliswaar met een Norton, maar die werd aangedreven door een Peugeot V-twin. In 1909 besloot men naast de inmiddels als sportief bekendstaande Peugeot motorfietsen ook een goedkope straatmotorfiets te maken. Peugeot zelf had geen geschikte motor en greep terug op een 218 cc Zedel motor die slechts 1¼ pk leverde en bovendien karig was uitgerust. Deze Moto Légère MB werd dan ook geen verkoophit. De Moto Légère MD uit 1910 kreeg dan ook de 333 cc V-twin van Peugeot zelf. Vanaf 1912 zou deze motorfiets Moto Légère MD2 gaan heten.

### Jaren tien

#### S.A. des Automobiles et Cycles Peugeot
In 1910 overleed Eugène Peugeot, die de leiding over de fietsen- en motorfietsen fabriek "les fils de Peugeot frères" had, terwijl Armand Peugeot de leiding van "S.A. des Automobiles Peugeot" over deed aan zijn neven Pierre, Robert en Jules. Daarmee werden de familie én de bedrijven eigenlijk weer herenigd, want zij waren de zoons van Eugène. Peugeot kwam weer onder één vlag, die van de "Société Anonyme des Automobiles et Cycles Peugeot". Pierre, Robert en Jules hadden inmiddels met het automerk Lion-Peugeot al enig succes. De firma Peugeot had nu diverse fabrieken in het departement Doubs (Audincourt, Beaulieu-Valentigney, Mandeure en Montbéliard), maar ook in Rijsel (Noorderdepartement), Issy-les-Moulineaux (departement Hauts-de-Seine) en later ook nog in La Garenne-Colombes (departement Hauts-de-Seine). Het was een slechte tijd voor de motorfietsverkopen en pas in 1913 bereikten de verkoopcijfers weer het niveau van 1906. Tot in 1913 hadden alle Peugeot en Zedel motorfietsblokken kop/zijklepmotoren gehad, waarbij de inlaatklep zoals gebruikelijk als snuffelklep was uitgevoerd. In 1913 verscheen een prototype van de MD2 met een 45° V-twin met mechanisch bediende zijkleppen. De machine werd ingezet in de race Parijs-Nice en coureur Desvaux won er de 350 cc klasse mee. Daarmee werd de basis gelegd voor de Peugeot MC, die de bijnaam "Paris-Nice" kreeg. In de korte periode tot de Eerste Wereldoorlog werden hier 5.000 exemplaren van verkocht.

#### 500 M
Tot 1911 bemoeide Peugeot zich niet met snelheidswedstrijden voor motorfietsen, maar in dat jaar haalde Robert Peugeot ingenieur Ernest Henry weg bij het merk Labor. Daar had hij voornamelijk vliegtuigmotoren ontworpen. Henry ging eerst aan de slag bij de autotak van Peugeot, waar hij een DOHC viercilinderlijnmotor met vier kleppen per cilinder en desmodromische klepbediening maakte. Deze was voor de raceauto's (de L3 en de L76) bestemd. Zijn eerste Peugeot motorfiets was de 500 M, een staande twin met vier kleppen per cilinder en dubbele bovenliggende nokkenassen. De eerste wedstrijd van deze machine, in april 1914 in Parijs, werd gewonnen door fabrieksrijder Desvaux. In juni vestigde Paul Péan op de Route Nationale 152 twee wereldsnelheidsrecords: 122,4 km/h op de kilometer en 121,2 km/h op de mijl. In 1919 verbeterde ingenieur Marcel Grémillon de 500 M. Hij bouwde een drieversnellingsbak in en verving de riemaandrijving door kettingaandrijving. Péan won er in augustus 1919 het Circuit de l'Eure mee.

#### Eerste Wereldoorlog
Peugeot kreeg tijdens de Eerste Wereldoorlog grote legerorders. Men produceerde 2.997 auto's, 60.000 fietsen, 6.000 vrachtauto's, 8.000 vliegtuigmotoren en grote hoeveelheden munitie, maar had geen geschikt motorfietsmodel voor militair gebruik. Het Franse leger bestelde deze aanvankelijk bij het Britse Sunbeam. Pas vanaf 1916 werden Peugeot motorfietsen van het model MT, een 750 cc V-twin en het model MV, een 660 cc V-twin, gekocht, maar het bleef beperkt tot slechts 1.069 exemplaren. Daar hoorden ook enkele exemplaren van de 350 cc eencilinder MC bij.

#### Modellen MT, MV en MC "Paris-Nice"
Na de oorlog ging men "burger" versies van de MT en de MC produceren, maar er kwam concurrentie uit onverwachte hoek: door verschillende oorlogsministeries werden gebruikte en zelfs ongebruikte militaire machines op de markt gebracht, die soms opgeknapt moesten worden, maar voor zeer lage prijzen aangeboden werden. Peugeot had nog geen grote naam op motorfietsgebied opgebouwd, maar Harley-Davidson, Indian, BSA en Douglas wel. Bovendien waren de Amerikaanse motorfietsen veel verder doorontwikkeld dan de Europese, omdat de Verenigde Staten gedurende een groot deel van de oorlogsjaren gewoon hadden kunnen doorwerken aan de ontwikkeling van hun machines.

#### Quadrilette
Na de wapenstilstand van 1918 ontstond een grote inflatie en waren grondstoffen voor de productie van voertuigen moeilijk te krijgen. Daarom richtte Peugeot zich weer meer op de rijwielproductie, maar er kwam ook een zeer kleine auto, die Quadrilette ging heten. Deze viel belastingtechnisch in de "motorfietsklasse", waardoor hij nog enigszins betaalbaar was. Lichte, goedkope motorfietsen kon het merk niet leveren, en het model MT werd uit productie genomen. De MC was oorspronkelijk geleverd met een dure Truffault voorvork, maar die werd vervangen door een veel goedkopere eigen vork met een bladveer.

### Jaren twintig
Aan het begin van de jaren twintig wilde Peugeot toch een betaalbare motorfiets op de markt brengen. Daarom zocht men samenwerking met Alfred Vurpillot, die inmiddels eigenaar was geworden van de merken Terrot, Magnat-Debon en Cottereau. Men wilde het Terrot Type A onder de naam "Peugeot" gaan verkopen. Terrot had een eigen, gepatenteerde voorvork, die echter voorbehouden bleef aan de eigen motorfietsen, waardoor Peugeot toch de eenvoudige bladveervork moest toepassen. Bovendien leverde Vurpillot veel te weinig motorfietsen.

#### Type AP en SP
Het op de Terrot Type A gebaseerde Peugeot Model AP, dat van 1921 tot 1923 werd geproduceerd, was een 2¾ pk eencilinder, die al voorzien was van beenkappen om de berijder tegen de elementen te beschermen. In 1923 zorgde Lucien Rosengart voor een kapitaalinjectie van vijf miljoen Frank. Peugeot zocht nu samenwerking met Automoto en Aiglon. Deze gebruikten tweetaktmotoren die waren ontworpen door Marcel Violet, die later zijn eigen motorfietsmerk Sévitame en het automerk S.I.M.A.-Violet zou oprichten, maar zijn tweetaktontwerpen ook had verkocht aan La Francaise-Diamant en Soyer. Om onderscheid te maken met de andere merken monteerde Peugeot in dit nieuwe 3½ model AP (1924-1925) de motor schuin.

#### Type 500 Grand Prix M2 en 350 M2
In 1922 kwam ingenieur Lessman Antonesco in dienst van Peugeot. Hij ontwikkelde een nieuwe paralleltwin, maar nam als basis de onderkant van het blok dat al in 1913 door Ernest Henry voor de 500 M was ontworpen. Het werd opnieuw een (dure) sportmotor, die in 1922 in 500 cc versie als Grand Prix M2 op de markt kwam, maar van 1924 tot 1926 werd verkocht als "Moto spéciale de Sport". Coureur Gillard won met overmacht de Grand Prix van Monza in 1923 en in 1925 reed hij in Montlhéry records op de 10, 50, 100 en 200 kilometer en op de 100 mijl.

#### Société Anonyme des cycles Peugeot
In 1926 viel het Peugeot-concern opnieuw uit elkaar, toen "Les fils de Peugeot frères" het tweewieler deel voor vijf miljoen Franse frank verkochten aan de nieuw opgerichte "Société Anonyme des cycles Peugeot", inclusief de fabriek in Beaulieu.

#### 350 M, P 104, P 107, P 108, P 109, P 110 en P 111
Het nieuwe bedrijf bracht al in 1927 een nieuw model met blokmotor op de markt, dat aanvankelijk nog 350 M heette, maar al snel de naam P 104 kreeg. Veel nieuws was er niet onder de zon: de zijklepmotor was nog die van Antonesco, en de versnellingsbak was een bestaand Zedel-ontwerp. De machine was zwaarder en duurder dan de concurrenten, en hoewel hij ook nog onder de namen van de zustermerken Aiglon (A 504) en Griffon (G 504) werd uitgebracht, werden er niet meer dan 2.000 geproduceerd. Ingenieur Milone ontwikkelde echter nieuwe, lichte viertaktmotoren van 175,- 250- en 327 cc, die als P 108, P 109, P 110 en P 111 op de markt kwamen. De P 107 was een 350 cc zijklepper.

### Jaren dertig
In de jaren dertig kreeg de "Commission d'Expérimentation du Matériel Automobiles", opgericht om voertuigen voor het leger te onderzoeken, interesse in de P 107 als legermotor. Vanaf 1932 werd dit model aan het Franse leger geleverd. In 1936 werd dit model als legermotor opgevolgd door de P 112, en vanaf 1939 door de "Tous Terrain" uitvoering TT 112. Peugeot ontwikkelde in deze periode de "Grande Puissance" (hoog vermogen)-serie met kopklepmotoren, maar, gedwongen door de gevolgen van de economische depressie, ook zijklepmotoren en zelfs een serie lichtgewichten onder de naam "BMA".
In 1930 kreeg de 350 cc P 111 een nieuw frame, en in 1933 werden de P 109 en P 110 omgedoopt tot P 209 en P 210. In 1931 werd het merk Automoto overgenomen. Daardoor kregen de Peugeot-modellen nog meer "broertjes":
- de P 209 was ook de Aiglon A 509, Automoto A 19 en Griffon G 509,
- de P 210 was ook de Aiglon A 510, de Automoto A 14 en de Griffon G 510 en
- de P 211 was ook de Aiglon G 511, de Automoto A 16 en de Griffon G 511.

Van de P 109 en P 110 werden 20.000 exemplaren geproduceerd.

#### P 115, P 117, P 515, P 517, P 415, P 417 en P 503
De Grande Puissance (hoog vermogen)-serie verscheen in 1933. Deze nieuwe modellen hadden allemaal dubbele wiegframes en 350- en 500 cc blokmotoren. Ze kregen aanvankelijk de namen P 115, P 117, P 515 en P 517, maar later werden ook types met de namen P 415, P 417 en P 503 uitgebracht. Opnieuw werden ze ook onder de andere merknamen uitgebracht:
- de P 115 was ook de Aiglon A 435, de Griffon G 435 en Automoto maakte twee versies: de A 28 L en A 28 S
- de P 117 was ook de Aiglon A 437, de Griffon G 437 en de Automoto A 27
- de P 515 was ook de Aiglon A 545, de Griffon G 545 en de Automoto A 58 GTS, A 58 L en A 58 S
- de P 517 was ook de Aiglon A 537, de Griffon G 537 en de Automoto A 57 L

Deze modellen waren niet goed doorontwikkeld en moesten achteraf nog vaak gemodificeerd worden. Peugeot verkocht er slechts 3.150 exemplaren van. Als wedstrijdmotor voldeden ze beter: Behalve goede prestaties in Parijs-Nice, Parijs-Pyreneeën-Parijs en de Bol d'Or werden met een omgebouwde P 515 in 1934 drie nieuwe wereldrecords gevestigd.

#### BMA P 50, P 51, P 53 en 53 TM
Toen de gevolgen van de Beurskrach van 1929 in het begin van de jaren dertig in Frankrijk begonnen door te dringen, moest Peugeot reageren met de bouw van lichte en goedkope motorfietsjes. Edmond Gentil had al een ontwerp klaar voor een "rijwiel met hulpmotor", oftewel een Bicyclette à Moteur Auxiliaire. Omdat Gentil inmiddels zijn eigen merk Alcyon had, heette dit 100 cc tweetaktje "Alcyonette". Peugeot gaf Marcel Violet opdracht een dergelijke lichte motorfiets te ontwikkelen. Dit werd de BMA P 50, die in 1931 verscheen. Om te concurreren met andere merken moest dit machientje tussen 1931 en 1933 verbeterd worden, o.a. door de toepassing van een aluminium cilinder ter vervanging van het gietijzeren exemplaar. Uiteindelijk resulteerde dit in de BMA P 51, waarvan liefst 20 verschillende modellen verschenen. De P 53 CL uit 1939 was alweer een vrij vlot en sportief model. De BMA's werden geleverd met twee of drie versnellingen en vanaf 1938 ook met een kickstarter. In 1939 bracht Peugeot een triporteur op de markt met het 100 cc BMA-motortje, de 53 TM.

#### P 112 en TT 112
In 1935 bracht Peugeot opnieuw een nieuwe serie motorfietsen op de markt, die ver van de "Grande Puissance" modellen stonden. Dat moest wel, gedwongen door de gevolgen van de crisis. Het 350 cc type P 112, geproduceerd tot aan het uitbreken van de Tweede Wereldoorlog, was de opvolger van de 250 cc P 108. De P 112 was wel moderner, gebaseerd op de blokmotor van de P 111. Het was in die periode de meest verkochte Peugeot-motorfiets. In 1936 werd de P 112 de nieuwe motorfiets voor het Franse leger, maar al in 1939 werd het model aangepast tot een meer terreinvaardige versie, de TT (Tous Terrain) 112. Hiervan werd slechts één prototype gebouwd.

#### P 135
De P 135 kwam in 1935 op de markt en was feitelijk een mengeling tussen de hoogvermogende kopklepper P 115 en de P 111. Ook de P 135 geniet de interesse van het Franse leger. Er worden er tussen 1935 en het uitbreken van de oorlog meer dan 2.000 geproduceerd.

### Jaren veertig
Vanaf de zomer van 1940 vielen de Peugeot-fabrieken onder verantwoordelijkheid van ingenieur Von Guillaume, en vervolgens onder Ferdinand Porsche. Men produceerde onderdelen voor de Focke-Wulf TA 15 en de V1. De familie Peugeot werkte echter niet mee met de Nazi's. Men ondernam diverse sabotagepogingen en was verantwoordelijk voor de smokkel van de V1-ontwerpen naar het Verenigd Koninkrijk. In het geheim werd een prototype van een 350 cc tweetakt staande twin ontwikkeld. Twee modellen werden in 1942 zelfs getest. Hierdoor hoefde Peugeot na de oorlog niet (zoals de meeste andere merken) terug te grijpen naar vooroorlogse modellen om de productie weer op te starten. Maar omdat er uiteraard weer vraag ontstond naar licht en betaalbaar vervoer werd als eerste een 100 cc BMA-model, de vooroorlogse P 53 CL, uitgebracht.

#### P 54 CL, P 54 B, P 54 C en P 54 TN
Lichte wijzigingen, zoals een iets grotere (125 cc) motor, een driehoekig transmissiedeksel en drie versnellingen, maakten van de P 53 de P 54, die in de versies CL, B en C geleverd werd. Daar kwam nog een triporteur bij, de P 54 TN. Bijzonder aan deze driewieler was dat hij weliswaar een transportbak aan de voorkant had, maar een stuurinrichting met fusees, zoals bij een auto.
Onder de namen Griffon en Aiglon werd de P 54 ook uitgebracht, respectievelijk als G 554 CL en A 554 CL.

#### P 55 en 55 TN
Al in 1946 verklaarden de geallieerden het DKW-patent op de door Adolf Schnürle uitgevonden omkeerspoeling van tweetaktmotoren ongeldig. Daarmee konden wereldwijd de kamzuigertweetakten vervallen. Peugeot paste deze omkeerspoeling pas toe vanaf 1949, toen de 125 cc P 55 verscheen. Die kreeg bovendien geforceerde luchtkoeling, met een ventilator die werd aangedreven door een riem. Van dit model werd ook een nieuwe triporteur gebouwd, de 55 TN, die ook als Aiglon A 55 TN en als Griffon G 55 TN werd verkocht.

### Jaren vijftig
In het begin van de jaren vijftig kwamen er weer een aantal race-successen, in eerste instantie doordat George Lacour in 1949 met een privé machine (een 125 cc model 156) een race in Vesoul had gewonnen. Hij werd door Louis Mialon van Peugeot benaderd om samen met fabrieksrijder Robert Palin deel te nemen aan de Ronde van Zwitserland.

#### 176 T4 en 176 T4 Spéciale
In 1950 verscheen de 176 T4, een 175 cc model met de tijdens de oorlog ontwikkelde tweecilinder motor. Met een "uitgeklede" en dus lichtere versie worden een aantal racesuccessen behaald, maar in 1951 werd een echter racer gebouwd, de 176 T4 Spéciale. Deze racer had plunjer-achtervering. Peugeot stelde geen budget voor de ontwikkeling van racemotoren beschikbaar, maar de machines kwamen tot stand door de persoonlijke inzet van Antoine Peugeot, directeur Reinhardt en hoofdingenieur Louis Mialon. Er werd deelgenomen aan de Bol d'Or van 1952, waarin een zevende plaats wordt behaald. Mialon ontwikkelde de machine (vooral de motor) door en later in het jaar werd André Bouin won er een wedstrijd in Arrault mee. Dat bewoog Peugeot er uiteindelijk toe alles te zetten op de ontwikkeling van vijf machines voor de Bol d'Or van 1953. Bouin wist deze wedstrijd ook te winnen. Hoewel de inzet redelijk succesvol was geweest, trok Peugeot zich in 1952 voorgoed terug uit de wegrace.

#### 176 GS
De sportieve successen van de 176 T4 Spéciale leverden wel een sportief model op: in 1953 verscheen de 176 GS, die aanmerkelijk lichter was gebouwd dan de originele 176 T4 en bovendien met de plunjervering was uitgerust. Met zijn 10 pk haalde hij ca. 110 km per uur. Omdat op de tank nog een verwijzing naar de sportsuccessen stond ("Bol d'Or et Championnat de France 1952"), kreeg juist deze machine de bijnaam "Bol d'Or". Uiteraard namen Griffon en Aiglon het merk ook in productie, onder de namen G 676 GS en A 676 GS. De machine bleef tot 1956 in productie.

#### 256 TC 4 en 356 TB
De 175 cc modellen waren behoorlijk succesvol. Peugeot produceerde tussen 1947 en 1953 37.500 motorfietsen. Daarom werd besloten een 250 cc versie uit te brengen. In 1954 verscheen een nieuwe tweecilinder, de 256 TC 4. De markt was er echter niet meer geschikt voor. Klanten waren mee geïnteresseerd in kleine auto's en tussen 1954 en 1957 werden er slechts 4.231 verkocht. Toch wilde men nog een 350 cc versie bouwen. Daarmee kon men de concurrentie aangaan met de 350 cc modellen van Motobécane en Terrot. Daartoe werden twee 175 cc-blokken aan elkaar gekoppeld en zo ontstond de 356 TB. Ook dit werd geen succes: vooral door het hoge brandstof- en olieverbruik werden er slechts ca. 350 verkocht.

#### S 55, S 57 en S 157 Scooters
In het begin van de jaren vijftig nam de verkoop van scooters in Frankrijk een grote vlucht. ACMA had tussen 1950 en 1953 78.000 Vespa's in licentie gebouwd en er waren ca. 30.000 Lambretta's geïmporteerd. In 1954 bracht Peugeot zijn eerste scooter op de markt, de S 55. Deze had de 125 cc eencilinder tweetaktmotor van de P 55, maar die werd voorzien van geforceerde luchtkoeling. De scooter is echter veel te zwaar (105 kg, terwijl een Vespa slechts 80 kg op de schaal bracht) en bovendien niet al te fraai ontworpen. Er werden er dan ook slechts 3.104 van geproduceerd. In 1956 verscheen een opvolger, de S 57, waarvan toch al 9.977 exemplaren verkocht werden. Kort daarop werd het overgewicht aangepakt en verscheen de S 57 AL (Allége, lichter) en daarnaast, omdat de Italiaanse scooters veelal 150 cc maten, de 150 cc S 157. Pas in 1958 verscheen een scooter met een enigszins vlotte lijn, de S 57 C. De productie steeg van 3,913 in 1956 tot 5.790 in 1958, maar in 1959 wierp Peugeot de handdoek in de ring en stopte de productie van scooters én motorfietsen.

### Jaren zestig - heden

#### 175 AS Rallye
Eind jaren vijftig was Terrot in grote problemen gekomen. Net als de andere Franse merken had men geen aansprekende, sportieve modellen en bovendien had Terrot ook de scooter-hausse gemist én de opkomst van de lichte, goedkope modellen. Er werden verschillende pogingen gedaan om het merk samen te voegen, onder andere met Alcyon. In 1961 fuseerde het opnieuw met Magnat-Debon (dat was in 1922 ook al gebeurd). In september werden beide bedrijven overgenomen door de Compagnie Générale des Moteurs, onderdeel van Peugeot. De laatste door Terrot ontwikkelde motorfiets, de eencilinder viertakt 175 Rallye, werd medio 1962 als Peugeot 175 AS Rallye op de markt gebracht. Ook dit werd echter geen succes. Peugeot ging zich concentreren op de productie van kinder, dames, heren en racefietsen en bromfietsen. Vanaf 1964 tot 1972 was de BB/CT bromfiets populair en vanaf 1971 de 102, 103, 104 en vanaf 1986 de 103 Vogue. Vanaf 1994 t/m 2005 bouwde Peugeot de Fox; een in samenwerking met Honda (die het model als Wallaroo met Peugeot motorblok op de markt bracht) ontwikkelde, zeer populaire en tegenwoordig veel gezochte bromfiets in 25 km/h en 45 km/h uitvoering in Standaard (1:50 mengsmering) en Deluxe (met knipperlichten en gescheiden benzine smering met aparte oliepomp) uitvoering. Dit model is een combinatie van bromfiets-en scootertechniek. Toen vanaf zomer 1995 de scooters populair werden, sloot Peugeot Motocycles zich hierbij aan en bracht o.a. de Ludix, Zenith, Kisbee, Django, Tweet en Speedfight op de markt.